# アレハンドロ・ポソ
アレハンドロ・ポソ・ポソ（Alejandro Pozo Pozo、1999年2月2日 - ）は、スペイン・ウエバル・デル・アルハラフェ出身のサッカー選手。プリメーラ・ディビシオン・UDアルメリア所属。ポジションはディフェンダー。

## クラブ経歴
アンダルシア州セビリア県ウエバル・デル・アルハラフェに生まれ、セビージャFCの下部組織で育成された。2016年8月21日、17歳でセビージャのリザーブチームデビューを果たした。
2016年10月22日、CDヌマンシアとのリーグ戦でプロ初ゴールを挙げた。2018年8月20日、リザーブチームがセグンダ・ディビシオンBに降格したため、セグンダ・ディビシオンのグラナダCFに1シーズンの契約でレンタル移籍をした。
グラナダではレギュラーとして活躍。リーグ戦30試合に出場して4ゴールを記録し、グラナダのプリメーラ・ディビシオン昇格に貢献した。2019年8月27日、セビージャとの契約を2023年まで延長して正式にトップチームへと昇格を決めた。
2019年9月29日、レアル・ソシエダ戦にてルーカス・オカンポスとの交代でセビージャのトップチームデビューを飾った。翌年1月15日、RCDマヨルカにハーフシーズンのレンタル移籍が決まった。
2020年10月5日、セビージャでの同僚ブライアン・ヒルと共にSDエイバルへのレンタル移籍が発表された。翌2021-22シーズンは、セグンダのUDアルメリアへレンタル移籍をすることが決定し、契約には買取オプションも付随する。
2022年6月6日、2021-22シーズンのレンタルを経てUDアルメリアへの完全移籍が決定し、2027年までの5年契約を結んだ。

## 代表経歴
2021年6月8日、UEFA EURO 2020を控えていたスペイン代表でコロナウイルスが確認されたため、急遽U-21スペイン代表が出場したリトアニア代表との親善試合にてA代表デビュー。

## 個人成績
2022年6月18日現在
| クラブ     | シーズン     | リーグ         | リーグ | リーグ | カップ | カップ | 欧州大会 | 欧州大会 | その他 | その他 | 通算 | 通算 |
| クラブ     | シーズン     | ディヴィジョン | 試合   | 得点   | 試合   | 得点   | 試合     | 得点     | 出場   | 得点   | 試合 | 得点 |
| ---------- | ------------ | -------------- | ------ | ------ | ------ | ------ | -------- | -------- | ------ | ------ | ---- | ---- |
| グラナダ   | 2018-19      | セグンダ       | 30     | 4      | 1      | 0      | 0        | 0        | 0      | 0      | 31   | 4    |
| グラナダ   | 通算         | 通算           | 30     | 4      | 1      | 0      | 0        | 0        | 0      | 0      | 31   | 4    |
| セビージャ | 2019-20      | ラ・リーガ     | 3      | 0      | 1      | 0      | 6        | 0        | 0      | 0      | 10   | 0    |
| セビージャ | 通算         | 通算           | 3      | 0      | 1      | 0      | 6        | 0        | 0      | 0      | 10   | 0    |
| マヨルカ   | 2019-20      | ラ・リーガ     | 19     | 1      | 1      | 0      | 0        | 0        | 0      | 0      | 20   | 1    |
| マヨルカ   | 通算         | 通算           | 19     | 1      | 1      | 0      | 0        | 0        | 0      | 0      | 20   | 1    |
| エイバル   | 2020-21      | ラ・リーガ     | 30     | 0      | 2      | 0      | -        | -        | -      | -      | 32   | 0    |
| エイバル   | キャリア通算 | キャリア通算   | 52     | 5      | 3      | 0      | 6        | 0        | 0      | 0      | 61   | 5    |

## タイトル
セビージ
- UEFAヨーロッパリーグ : 1回 (2019-20)[12]

アルメリア
- セグンダ・ディビシオン : 1回 (2021-22)